# Овнатанян, Паруйр Меликсетович
Паруйр Меликсетович Овнатанян — советский хозяйственный и государственный деятель, лауреат Государственной премии СССР за выдающиеся достижения в труде.

## Биография
Родился в 1919 году в селе Айгезард. Член КПСС с 1941 года.
Участник Великой Отечественной войны: младший политрук в составе 875-го стрелкового полка.
В 1942—1957 годах — сельскохозяйственный работник в Армянской ССР.
В 1957—1980 годах — бригадир полеводческой бригады колхоза имени Парижской Коммуны Арташатского района Армянской ССР.
В 1972—1977 годах управляемая им бригада получала с площади 31 га в среднем по 188 центнеров винограда с гектара.
За существенное повышение эффективности и качества работы и получение на этой основе высоких урожаев овощей, картофеля, винограда, хлопка, табака и кормовых культур был в составе коллектива удостоен Государственной премии СССР за выдающиеся достижения в труде 1977 года.
Умер после 1986 года в Армении.

## Награды
- Орден Отечественной войны II степени (06.04.1985)
- Орден Трудового Красного Знамени